# Coeliodes
Coeliodes är ett släkte av skalbaggar som beskrevs av Carl Johan Schönherr 1837. Coeliodes ingår i familjen vivlar.

## Dottertaxa tillCoeliodes, i alfabetisk ordning[1][2]
- Coeliodes acephalus
- Coeliodes aeneus
- Coeliodes aequabilis
- Coeliodes aequalibis
- Coeliodes affinis
- Coeliodes albovarius
- Coeliodes andalusicus
- Coeliodes apicalis
- Coeliodes asperatus
- Coeliodes bicoloratus
- Coeliodes boviei
- Coeliodes brevirostris
- Coeliodes bruchi
- Coeliodes brunneus
- Coeliodes canaliculatus
- Coeliodes celastri
- Coeliodes chobauti
- Coeliodes cinctus
- Coeliodes concolor
- Coeliodes congener
- Coeliodes cristatus
- Coeliodes cruralis
- Coeliodes curtus
- Coeliodes decorsei
- Coeliodes dentatus
- Coeliodes dentimanus
- Coeliodes dentipes
- Coeliodes desbrochersi
- Coeliodes devillei
- Coeliodes didymus
- Coeliodes dohrni
- Coeliodes dryados
- Coeliodes echinatus
- Coeliodes edoughensis
- Coeliodes epilobii
- Coeliodes erythroleucos
- Coeliodes exiguus
- Coeliodes fallax
- Coeliodes firmicornis
- Coeliodes flavicaudis
- Coeliodes fuliginosus
- Coeliodes galloisi
- Coeliodes ganglionus
- Coeliodes geranii
- Coeliodes glabirostris
- Coeliodes granulicollis
- Coeliodes guttula
- Coeliodes haemorrhoidalis
- Coeliodes hoffmanni
- Coeliodes ilicis
- Coeliodes imitator
- Coeliodes kolenatii
- Coeliodes lamii
- Coeliodes leprosus
- Coeliodes mannerheimi
- Coeliodes mannerheimii
- Coeliodes maroccanus
- Coeliodes mathieui
- Coeliodes maynei
- Coeliodes melanocephalus
- Coeliodes melanorhynchus
- Coeliodes mirabilis
- Coeliodes murinus
- Coeliodes mysticus
- Coeliodes nakanoensis
- Coeliodes nebulosus
- Coeliodes nigritarsis
- Coeliodes nigrotibialis
- Coeliodes pallens
- Coeliodes pallidulus
- Coeliodes parcesquamosus
- Coeliodes pilosus
- Coeliodes plagiatus
- Coeliodes plurituberculatus
- Coeliodes proximus
- Coeliodes pudicus
- Coeliodes pulvillus
- Coeliodes punctulum
- Coeliodes quercus
- Coeliodes quinquetuberculatus
- Coeliodes rana
- Coeliodes riguus
- Coeliodes ruber
- Coeliodes rubicundulus
- Coeliodes rubicundus
- Coeliodes rubricollis
- Coeliodes rubricus
- Coeliodes ruficornis
- Coeliodes rufirostris
- Coeliodes schuppeli
- Coeliodes serietuberculatus
- Coeliodes setifer
- Coeliodes setosus
- Coeliodes setulosus
- Coeliodes sibiricus
- Coeliodes sicardi
- Coeliodes siculus
- Coeliodes simulans
- Coeliodes solarii
- Coeliodes splendidus
- Coeliodes stigma
- Coeliodes stilleri
- Coeliodes strigatirostris
- Coeliodes strigirostris
- Coeliodes subfarinosus
- Coeliodes subplagiatus
- Coeliodes subrubicundus
- Coeliodes subrufus
- Coeliodes subulirostris
- Coeliodes transversealbofasciatus
- Coeliodes trifasciatus
- Coeliodes umbraculatus
- Coeliodes umbrinus
- Coeliodes vitiosus
- Coeliodes zonatus